# 栗橋保正
栗橋 保正（くりはし やすまさ、1890年（明治23年）10月7日 - 1967年（昭和42年）4月30日）は、日本の陸軍軍人。最終階級は陸軍主計中将。

## 経歴
茨城県出身。栗橋保孝の二男として生まれる。1911年（明治44年）5月、陸軍経理学校（5期）を卒業。同年12月、三等主計に任官し歩兵第50連隊付となる。1913年（大正2年）12月、陸軍被服本廠員に就任し、1915年（大正4年）6月、二等主計に昇進。1916年（大正5年）6月、経理学校学生となり、1917年（大正6年）5月から1918年（大正7年）5月まで、同校の員外学生となる。1920年（大正9年）8月、一等主計に進み、近衛師団経理部員、陸軍省経理局課員を歴任。1926年（大正15年）3月、三等主計正に進級し近衛師団経理部員兼経理局課員に就任。
1927年（昭和2年）8月、参謀本部付となる。1930年（昭和5年）8月、二等主計正に昇進し被服本廠付兼経理局・参謀本部付に就任。経理局課員、近衛師団経理部員を経て、1935年（昭和10年）3月、一等主計正に進み経理局建築課長に就任した。経理局主計課長、臨時東京経理部長を務め、1938年（昭和13年）7月、主計少将に進級した。
1939年（昭和14年）3月、関東軍倉庫長に発令され満州に赴任。同年8月、第21軍経理部長に発令され日中戦争に出征。1940年（昭和15年）2月、南支那方面軍経理部長に転じた。同年7月、朝鮮軍経理部長となり、1941年（昭和16年）3月、陸軍省経理局長兼野戦経理長官に就任。同年8月、主計中将に昇進。1945年（昭和20年）7月、関東軍経理部長に転じて終戦を迎えた。1946年（昭和21年）7月に復員した。
1947年（昭和22年）11月28日、公職追放仮指定を受けた。